# Ministero per le terre liberate dal nemico
Il Ministero per le terre liberate dal nemico fu un ministero del Regno d'Italia, istituito per coordinare i vari interventi nelle zone colpite dalla prima guerra mondiale.
L’azione del Ministero era rivolta ai territori veneti e limitrofi occupati durante la guerra dagli austro-ungarici o interessati dalle operazioni militari, e successivamente estesa alle nuove province, annesse con il Trattato di Saint-Germain e con il Trattato di Rapallo, della Venezia Tridentina e della Venezia Giulia.
Fu ri-istituito come Ministero per la ricostruzione, al termine della seconda guerra mondiale dal giugno al dicembre 1945.

## Storia
Il Ministero per le terre liberate dal nemico fu istituito il 29 gennaio 1919 dal Governo Orlando con il regio decreto 19 gennaio 1919, n. 41. Aveva sede a Roma ed operava anche a Treviso, a Villa Manfrin detta Margherita, attraverso un Comitato governativo per la riparazione dei danni di guerra nelle regioni venete istituito nel giugno 1919, esteso nel settembre anche alla provincia di Brescia e poi sostituito nel maggio 1920 dal Commissariato per le riparazioni dei danni di guerra nelle regioni venete e finitime.
Il ministero fu incaricato di esercitare l’alta direzione e di coordinare l’operato di tutte le amministrazioni pubbliche nelle province venete occupate durante la guerra e nelle zone coinvolte dalle operazioni militari, con l’obiettivo di ricostituirne il tessuto economico e produttivo. Il ministero godeva di un bilancio proprio e al ministro era affiancato anche un sottosegretario.
Il ministero fu istituito per tutta la durata dello stato di guerra e fino ad un anno dopo la pubblicazione della pace. Con quattro successivi decreti tra il 1919 e il 1922 il ministero fu prorogato fino all'esercizio finanziario 1923-1924.
Al ministero vennero attribuite anche le funzioni dell'Alto commissariato per i profughi di guerra, istituito nel 1917, il quale fu così soppresso. Gli viene così assegnato il compito di provvedere alla soluzione del problema dei 630.000 profughi di guerra emigrati dalle aree coinvolte dal conflitto, fornendo loro assistenza economica e sistemazioni di fortuna presso padiglioni Docker. Questa attività, a partire dal 1º agosto 1920, è stata affidata alle Congregazioni di carità e ad istituzioni territoriali di beneficenza.
Con il regio decreto-legge 3 aprile 1921, n. 570 al ministero venne preposta la facoltà di concedere sussidi per le riparazioni stradali straordinarie nei territori veneti. Con il regio decreto 9 giugno 1921, n. 825 gli vennero poi affidati i servizi attinenti al risarcimento dei danni di guerra anche nei territori delle nuove province.
Inoltre provvederà al trasferimento ed alla collocazione di impiegati e funzionari statali provenienti da altre parti d'Italia (o richiamati appositamente in servizio) presso i costituendi enti pubblici dei territori conquistati, afflitte da carenza di personale tecnico-amministrativo. Infine, dovrà introdurre l'uso della lingua italiana nella stesura e nella redazione di tutti gli atti pubblici.
Nel luglio 1920, il ministro per le terre liberate, Giovanni Raineri, presentò un disegno di legge, successivamente modificato ed approvato, che istituiva una Commissione parlamentare di inchiesta sulle gestioni per l'assistenza alle popolazioni e per la ricostituzione delle terre liberate. Il termine per la presentazione della relazione della commissione d'inchiesta fu successivamente prorogato fino al 31 dicembre 1922.
Dal 1º febbraio 1923 i compiti del ministero relativi alla ricostituzione dei beni degli enti pubblici locali danneggiati dalla guerra furono trasferiti al ministero dei lavori pubblici e dal 22 febbraio il servizio di assistenza ai profughi di guerra fu trasferito al ministero dell'interno.
Il Ministero per le terre liberate dal nemico fu poi soppresso il 1º marzo con il regio decreto 25 febbraio 1923, n. 391 e le sue residue funzioni furono devolute ad altri ministeri.

### Ministero per la ricostruzione
Fu reistituito come Ministero per la ricostruzione al termine della seconda guerra mondiale con decreto luogotenenziale del 21 giugno 1945, n. 378, con il governo Parri, ministro Bartolomeo Meuccio Ruini. Tra i compiti quelli di studiare i problemi della ricostruzione economica del Paese, e coordinare le attività rivolte agli scopi della ricostruzione.
Nel seguente governo De Gasperi I venne soppresso con decreto luogotenenziale 22 dicembre 1945 n.824 e il ministro Ugo La Malfa, cessò dalla carica il 22 dicembre 1945.

## Lista dei ministri

### Ministri per le terre liberate dal nemico
| Ministro                  | Ministro      | Ministro                             | Partito                               | Governo          | Mandato         | Mandato          | Leg.            |
| Ministro                  | Ministro      | Ministro                             | Partito                               | Governo          | Inizio          | Fine             | Leg.            |
| ------------------------- | ------------- | ------------------------------------ | ------------------------------------- | ---------------- | --------------- | ---------------- | --------------- |
| Terre liberate dal nemico |               |                                      |                                       |                  |                 |                  |                 |
|                           |               | Antonio Fradeletto (1858-1930)       | Liberali                              | Orlando          | 29 gennaio 1919 | 23 giugno 1919   | XXIV            |
|                           |               | Cesare Nava (1861-1933)              | Partito Popolare Italiano             | Nitti I          | 23 giugno 1919  | 14 marzo 1920    | XXIV            |
|                           |               | Giovanni Raineri (1858-1944)         | Partito Liberale Democratico Italiano | Nitti I          | 14 marzo 1920   | 21 maggio 1920   | XXV             |
|                           |               | Alberto La Pegna (1873-?)            | Partito Radicale Italiano             | Nitti II         | 22 maggio 1920  | 15 giugno 1920   | XXV             |
|                           |               | Giovanni Raineri (1858-1944)         | Partito Liberale Democratico Italiano | Giolitti V       | 15 giugno 1920  | 4 luglio 1921    | XXV             |
| Bonomi I                  | 4 luglio 1921 | Giovanni Raineri (1858-1944)         | Partito Liberale Democratico Italiano | 26 febbraio 1922 | XXVI            |                  |                 |
|                           |               | Luigi Facta (ad interim) (1861-1930) | Liberali                              | Facta I          | XXVI            | 26 febbraio 1922 | 14 marzo 1922   |
|                           |               | Maggiorino Ferraris (1856-1929)      | Liberali                              | Facta I          | XXVI            | 14 marzo 1922    | 1º agosto 1922  |
|                           |               | Vito Luciani (1859-1951)             | Partito Liberale Italiano             | Facta II         | XXVI            | 1º agosto 1922   | 31 ottobre 1922 |
|                           |               | Giovanni Giuriati (1876-1970)        | Partito Nazionale Fascista            | Mussolini        | XXVI            | 31 ottobre 1922  | 1º marzo 1923   |

### Ministri per la ricostruzione
| Ministro | Ministro | Ministro                  | Partito                        | Governo      | Mandato         | Mandato          | Leg.               |
| Ministro | Ministro | Ministro                  | Partito                        | Governo      | Inizio          | Fine             | Leg.               |
| -------- | -------- | ------------------------- | ------------------------------ | ------------ | --------------- | ---------------- | ------------------ |
|          |          | Meuccio Ruini (1877-1970) | Partito Democratico del Lavoro | Parri        | 21 giugno 1945  | 8 dicembre 1945  | Consulta nazionale |
|          |          | Ugo La Malfa (1903-1979)  | Partito d'Azione               | De Gasperi I | 8 dicembre 1945 | 22 dicembre 1945 | Consulta nazionale |